# Arben Taravari
Arben Taravari (mac. Арбен Таравари, ur. 7 kwietnia 1973 w Gostiwarze) - północnomacedoński neurolog, minister zdrowia od 1 czerwca do 31 października 2017, burmistrz Gostiwaru od 2017 roku.

## Życiorys
W 1998 roku ukończył studia medyczne na Uniwersytecie św. Cyryla i Metodego w Skopje. W 2006 roku ukończył studia podyplomowe na tym uniwersytecie z dziedziny neurologii.
W 2009 roku był członkiem zarządu czasopism medycznych Medicus i Vox Medici.
W 2016 roku był przewodniczącym oddziału chorób układu pozapiramodowego na Uniwersyteckiej Klinice Neurologii w Skopje.
Od 1 czerwca do 31 października 2017 był ministrem zdrowia.
Od 2 listopada 2017 jest burmistrzem Gostiwaru.

## Prace naukowe[1][3]
- Клинички и генетски наоди кај болни со идиопатска Паркинсонова болест докторска дисертација (2011, praca doktorska)[2]
- Практикум по неврологија (2014)
- Мигрени, главоболки и болни синдроми (2016)

## Życie prywatne
Ma żonę i dwoje dzieci.
Deklaruje znajomość albańskiego, macedońskiego, tureckiego, angielskiego i serbskiego.